# Дуб Заньковецької
Дуб Занькове́цької — ботанічна пам'ятка природи місцевого значення в Україні. Розташована в межах міста Ніжин Чернігівської області, вул. Заньковецької, 11 (колишня садиба М. Заньковецької).
Площа 0,01 га. Статус дано згідно з рішенням Чернігівського облвиконкому від 10.06.1972 року № 303; рішенням Чернігівського олблвиконкому від 27.12.1984 року № 454; рішенням Чернігівського облвиконкому від 28.08.1989 року № 164. Перебуває у віданні: Ніжинське виробниче управління житлово-комунального господарства.
Статус дано для збереження одного екземпляра вікового дуба, що зростає на території колишньої садиби М. Заньковецької.

## Галерея

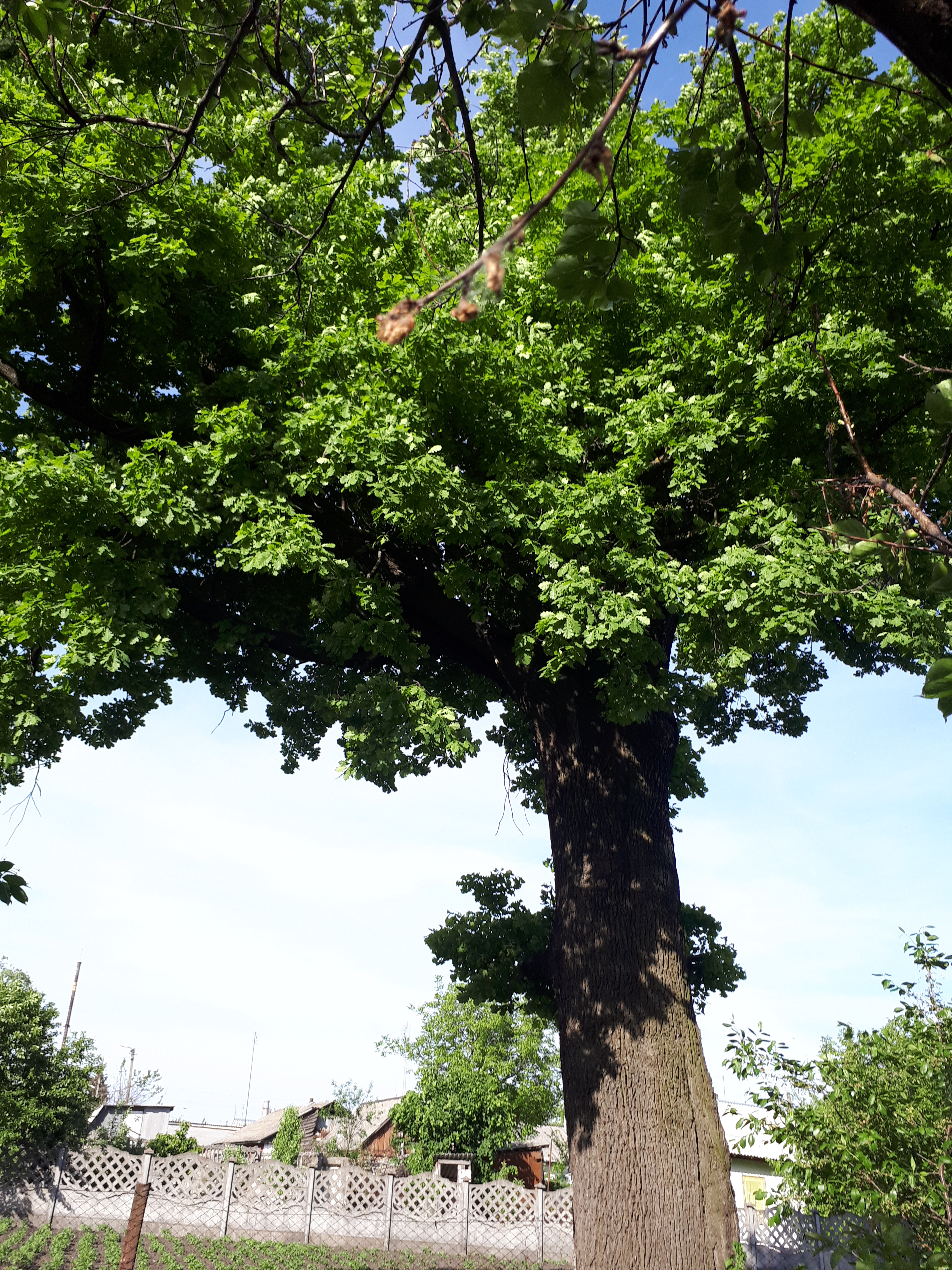
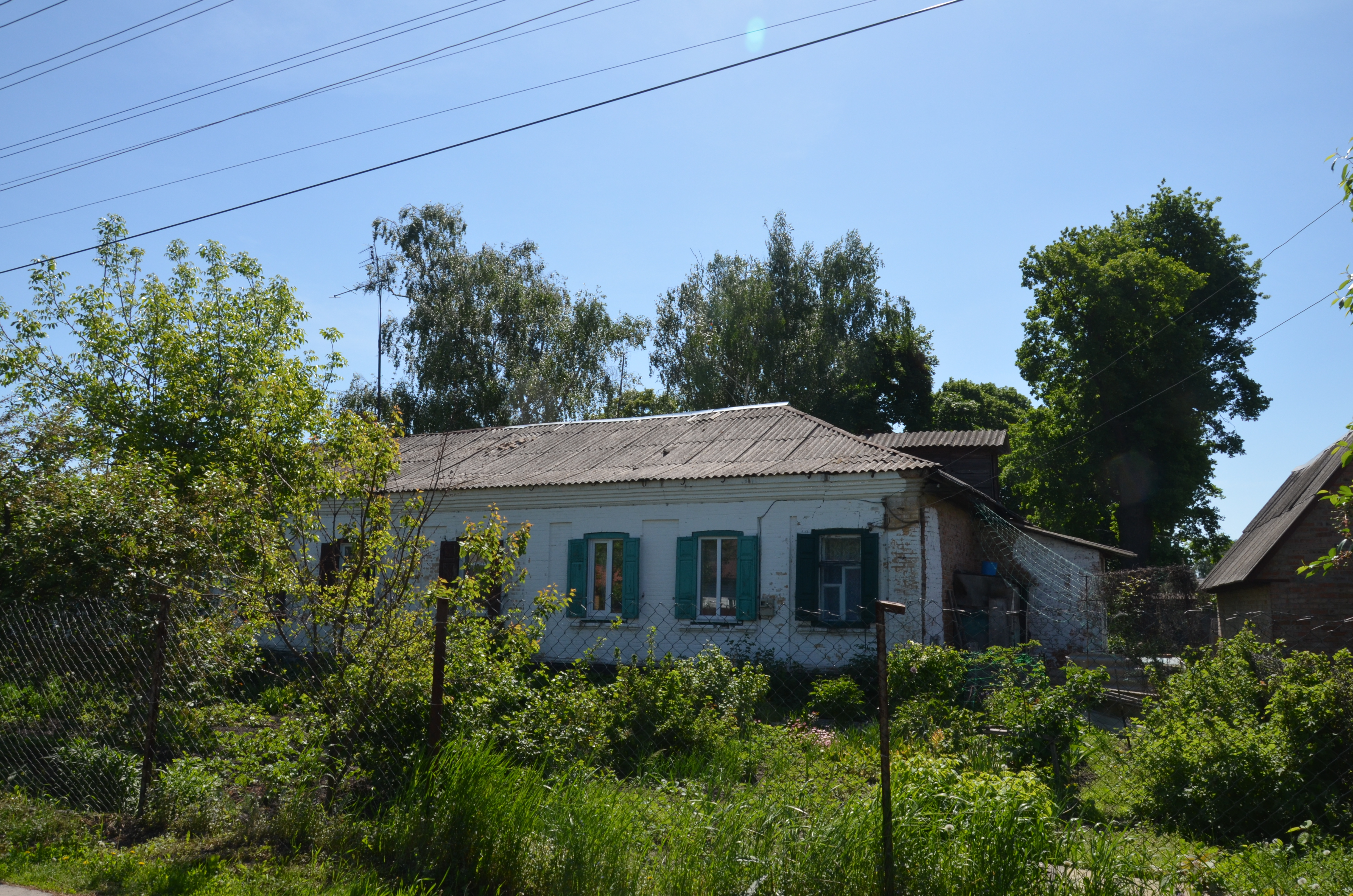
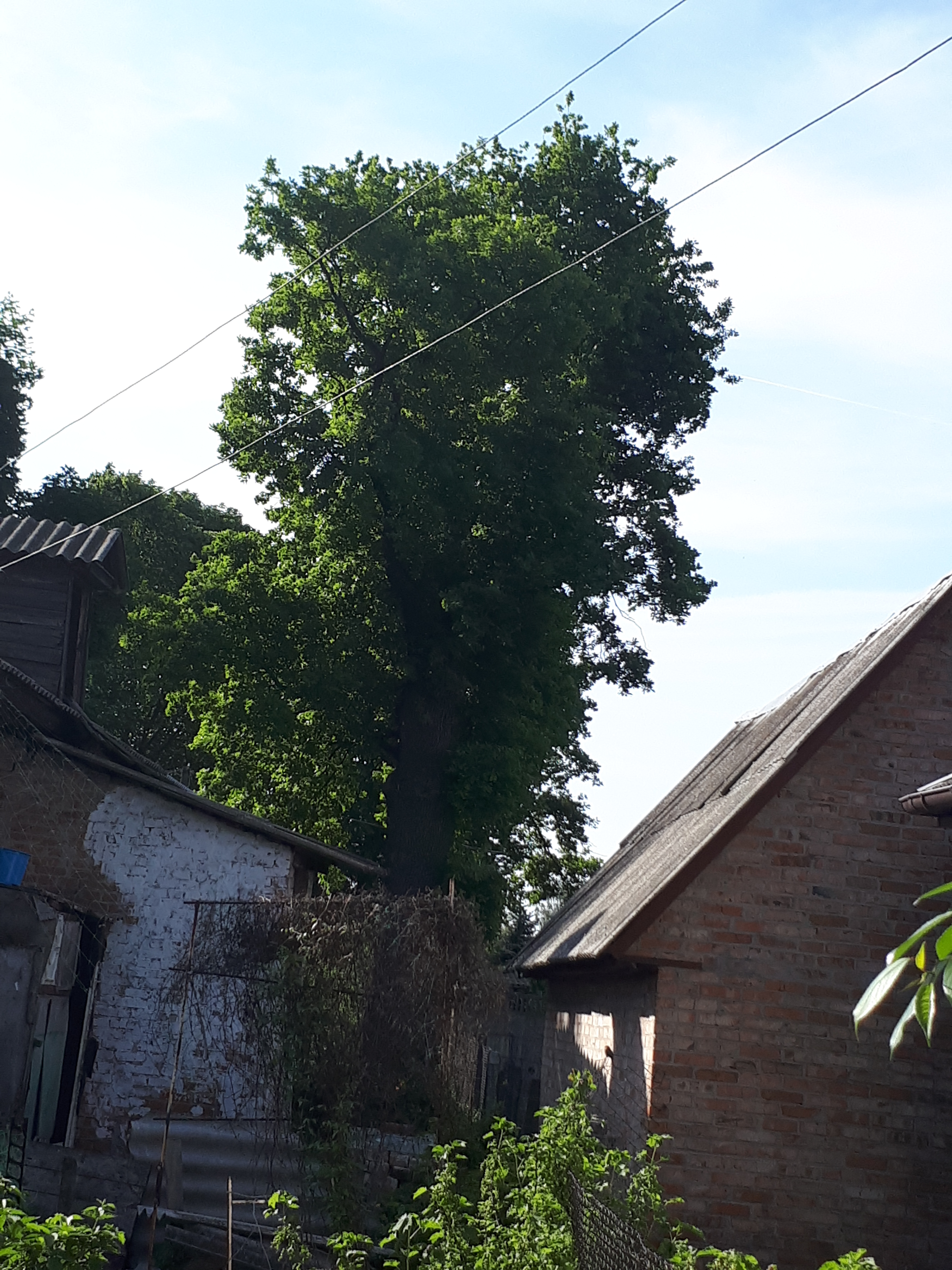